# Zylinderkopfdichtung

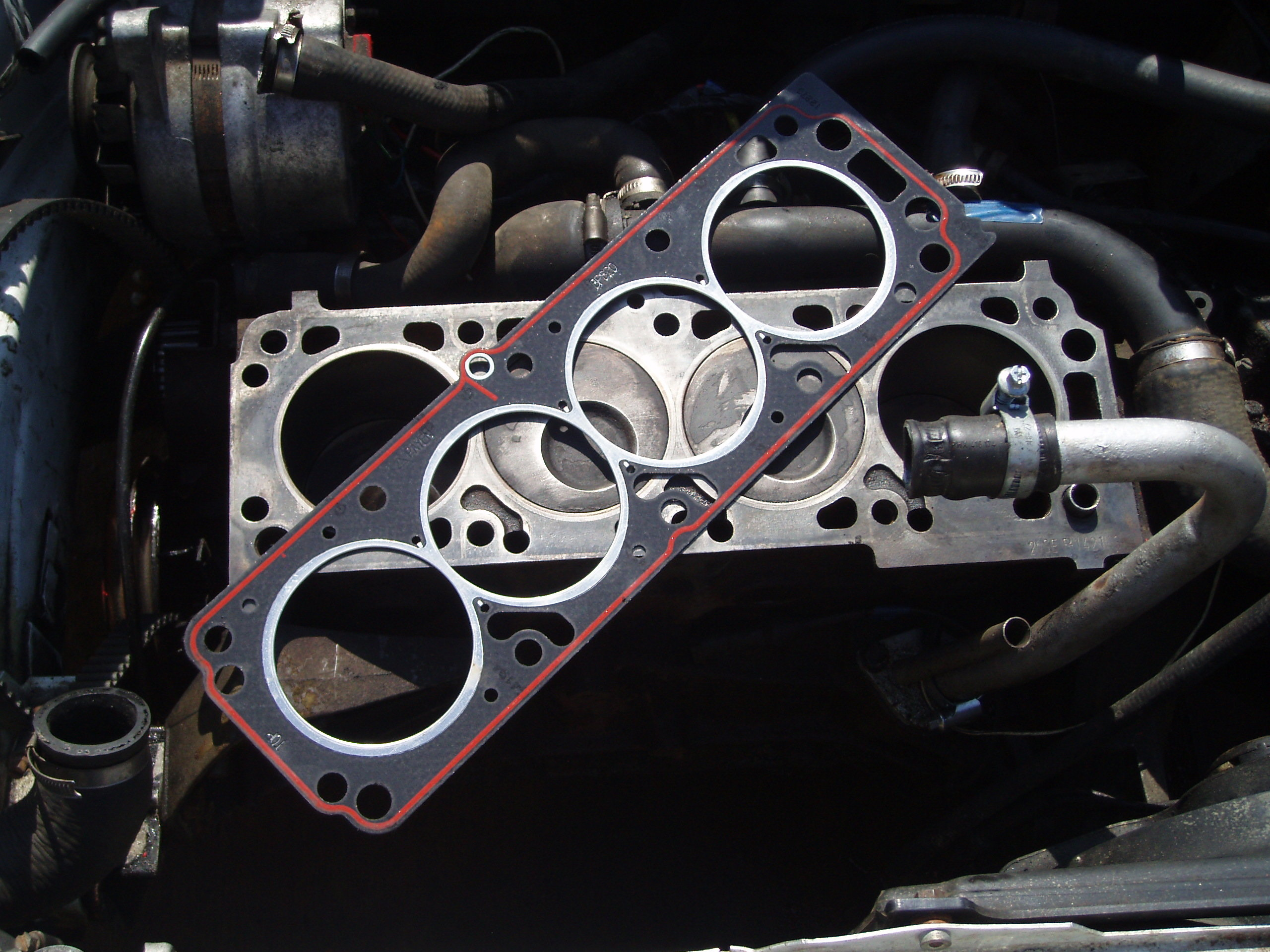
Zylinderkopfdichtung, lose auf einem Motorblock

Die Zylinderkopfdichtung (ZKD) ist als wichtiges Bauteil in fast jedem Verbrennungsmotor zwischen Kurbelgehäuse und Zylinderkopf eingebaut. Sie erfüllt die Aufgabe, den Verbrennungsraum sowie die Kühlwasser- und Motorölkanäle abzudichten. Weiterhin dient sie der Kraftübertragung zwischen den beiden Bauteilen und übt daher einen entscheidenden Einfluss auf die Kraftverteilung innerhalb des Systems aus.

## Geschichte
Die ersten Verbrennungsmotoren der Geschichte von Étienne Lenoir, Nikolaus Otto oder Gottlieb Daimler wurden mit Sackzylindern gebaut und benötigten daher keine Zylinderkopfdichtung. Sackzylinder waren bis in die 1930er Jahre gebräuchlich. Zu den ersten bekannten Motoren mit abnehmbarem Zylinderkopf zählt der V4-Motor des 1898er Mors. Das erste in Großserie gefertigte Automobil mit abnehmbarem Zylinderkopf war das Ford Model T, welches 1908 auf den Markt kam. Mit der Trennung der Bauteile Zylinder und Zylinderkopf entstand die Anforderung der Abdichtung und damit das Konzept der Zylinderkopfdichtung, kurz auch Kopfdichtung genannt.

## Verschleiß der Zylinderkopfdichtung

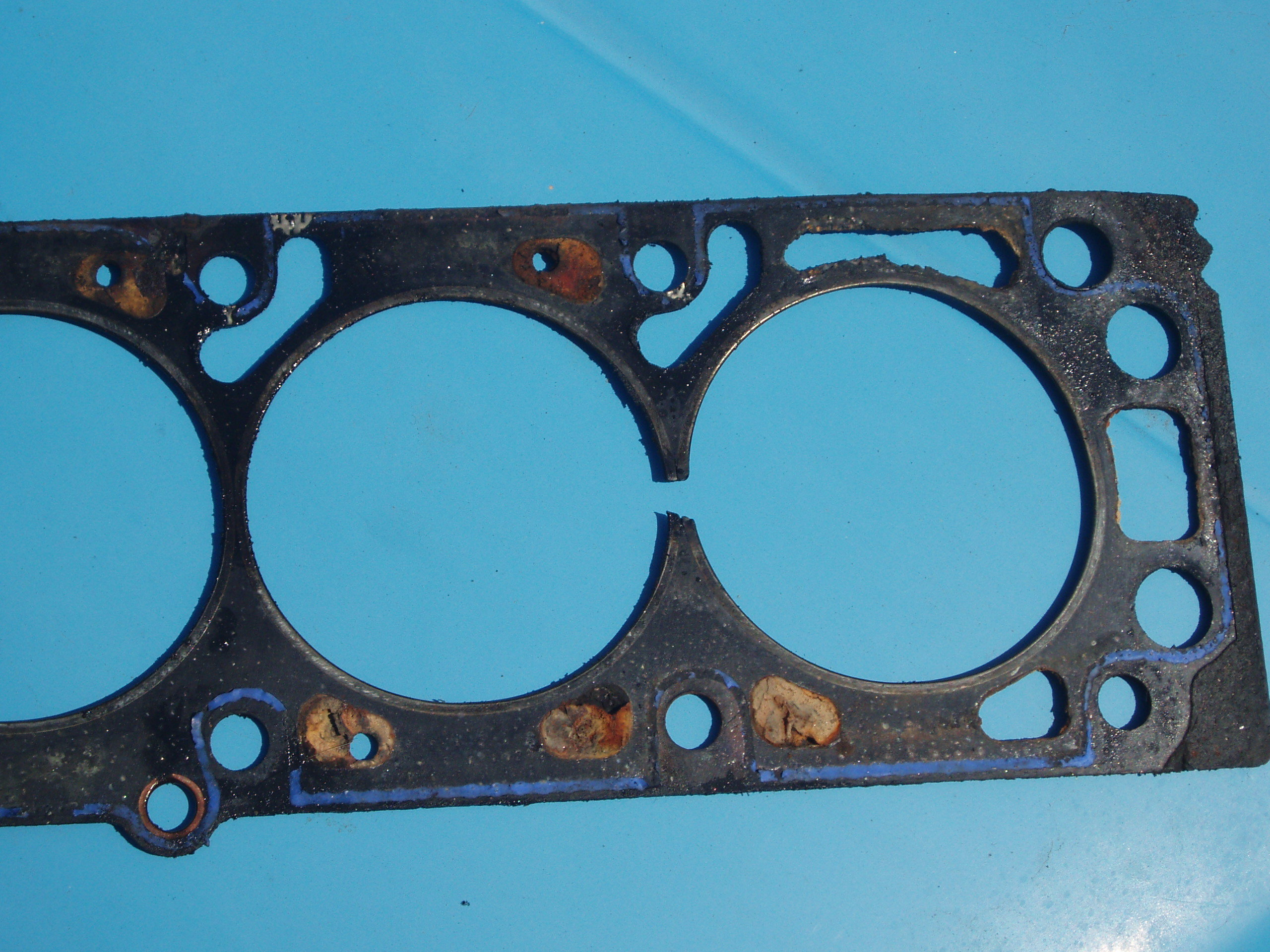
Beschädigte Zylinderkopfdichtung

Die Zylinderkopfdichtung ist ein thermisch stark beanspruchtes Bauteil des Verbrennungsmotors. Dementsprechend vielseitig sind die möglichen Schadensbilder. Eine defekte Zylinderkopfdichtung zählt zu den häufigsten Motorschäden und kann folgende Auswirkungen haben:
- Die Verbrennungsgase gelangen in den Kühlwasser-Raum. Folgen: Dampfaustritt am Überdruckventil des Ausgleichsbehälters. Durch den hohen Gasgehalt im Kühlwasser wird die Kühlleistung herabgesetzt. Ansammlungen von Verbrennungsgasen im Kühler reduzieren die Kühlleistung weiter. Es droht eine Überhitzung.
- Das Motoröl tritt in das Kühlwasser über. Folge: bräunliche Ablagerungen im Wasserkreislauf, kleine Kühlwasserkanäle (z. B. im Kühler) können verstopfen.
- Kühlwasser dringt in den Schmierölkreislauf ein. Folge: Verschlechterte Schmierfähigkeit des Motoröls, Gefahr von Lagerschaden o. ä.
- Das Kühlwasser gelangt in den Verbrennungsraum. Mögliche Folge: weißer Dampf, erhöhte Korrosion im Brennraum und Abgastrakt. Bei größeren Kühlwasseransammlungen im Brennraum Gefahr eines  Wasserschlags.
- Die Verbrennungsgase gelangen an die Umgebungsluft. Folge: Rauchentwicklung, Gefahr von Motorbrand, Gefahr von giftigen Abgasen in der Innenraumbelüftung.

### Mechanische Reparatur (Ausbau und Tausch der Zylinderkopfdichtung)
Die herkömmliche Vorgehensweise bei der Reparatur einer defekten Zylinderkopfdichtung ist der Wechsel. Dazu wird der Zylinderkopf abgebaut, gegebenenfalls unter vorheriger Entfernung von Aggregaten, Leitungen und Ansaug- sowie Abgasanlagen. Je nach Zustand des Motors kann es nötig sein, neben einer neuen Dichtung auch den Zylinderblock oder -Kopf mechanisch nachzubearbeiten, das sogenanntem „Planschleifen“.

### Chemische Reparatur der Kühlwasserseite
In bestimmten Fällen kann anstelle des Austauschs der Zylinderkopfdichtung eine „faserfreie“ Reparaturlösung für kühlwasserseitige Brüche und Risse in Betracht gezogen werden. Diese werden, ähnlich wie herkömmliche Kühlerdichtmittel, im Kühlsystem eingesetzt, basieren aber im Gegensatz zu diesen nicht auf Fest- oder Füllstoffen (keine Ablagerungen), sondern funktionieren thermisch. Die hohen, lokalen Temperaturen, die an den Bruchstellen kühlwasserseitig undichter Zylinderkopfdichtung auftreten, sollen einen Bonding-Prozess (chemisches Aushärten) auslösen und können eine dauerhafte Abdichtung bewirken. So kann in bestimmten Fällen auf den Ausbau der Zylinderkopfdichtungen verzichtet werden, sofern der Motor noch startet und im Leerlauf für einige Minuten betrieben werden kann. Um unerwünschte Nebeneffekte, wie das Verkleben des Wärmetauschers, zu vermeiden, sollte das Kühlsystem vor der Anwendung eines solchen Mittels mit klarem sauberem Wasser gespült und ohne Frostschutzmittel angewendet werden. So kann ein faserfreies Zylinderkopfdichtung Dichtmittel optimal wirken. Füllstoffhaltige Dichtmittel sind für diesen Zweck ungeeignet und sollten vermieden werden.

## Bauarten von Zylinderkopfdichtungen

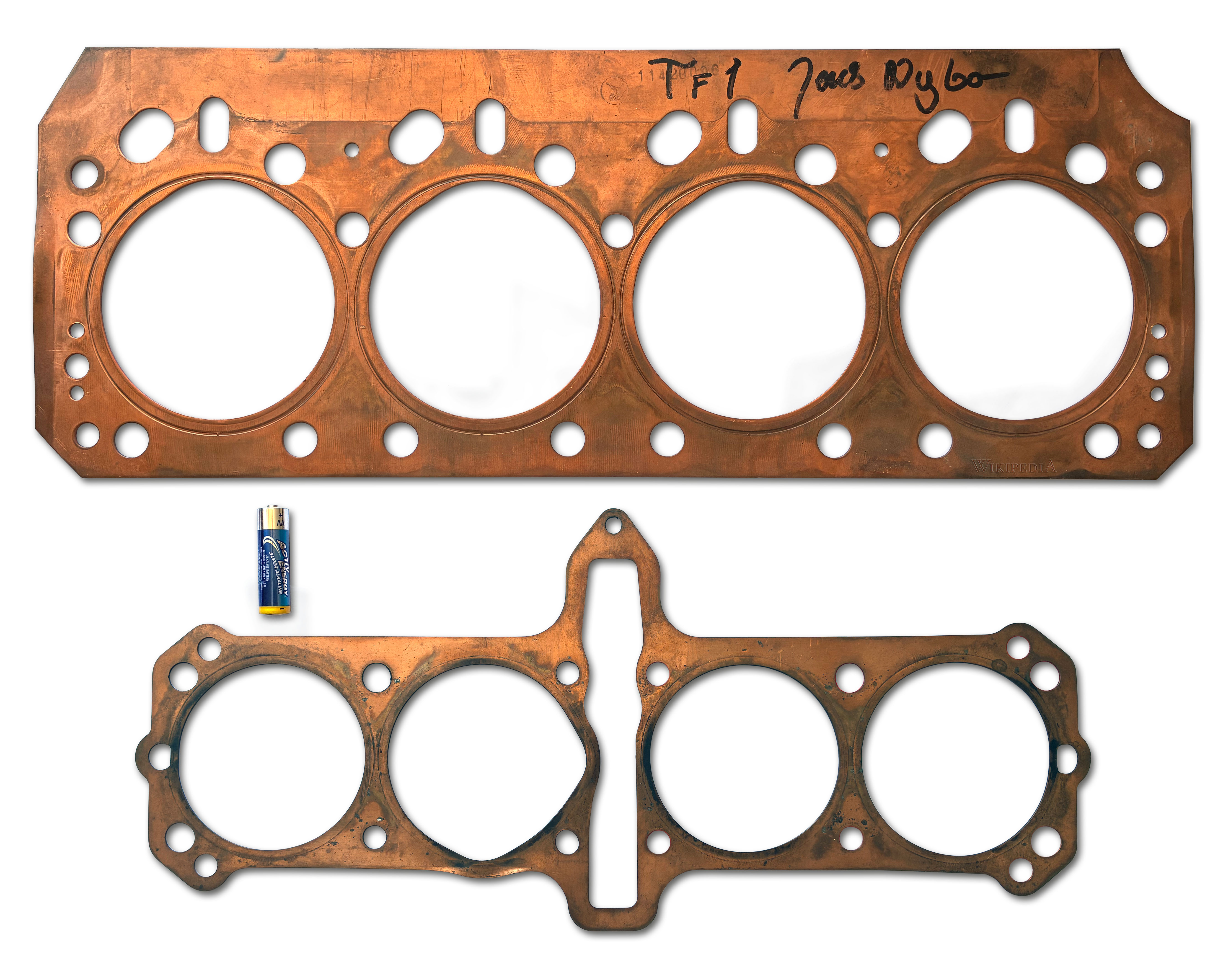
Zylinderkopfdichtungen (Rennsport) aus Kupfer. Oben: für V8-Top-Fuel-Motor (8193 cc). Unten: für Super Street Bike, 4-Zylinder-Motor m. Lachgas, Suzuki GSX (1500 cc)

In den Anfängen des Motorenbaus bis in die 1960er Jahre wurden Zylinderkopfdichtungen aus dünnen Korkplatten ausgeschnitten. Auch heute noch benötigen Motoren mit Luftkühlung nur vergleichsweise einfache Zylinderkopfdichtungen, da nur gegen Verbrennungsgase abgedichtet werden muss und nicht zusätzlich das Kühlwasser.
Heute ist die Zylinderkopfdichtung zumeist ein sehr komplexes sowie thermisch und mechanisch hoch belastetes Bauteil. Ihre Herstellung ist wegen der dazu erforderlichen teuren Werkzeuge aufwendig. Sie besteht aus einem Trägerblech oder aber einem Metallgitter, das in eine hitzebeständige Kunststoffmasse eingebettet ist. Die Oberfläche ist häufig mit einer Anti-Haftschicht versehen. Die Brennraumaussparungen sowie die anderen Bohrungen sind eingebördelt.

### Ferrolastic-Weichstoff-ZKD
Die aus asbestfreien Ferrolastic-Weichstoffen hergestellte ZKD kam Ende der 1980er Jahre mit der Umstellung auf asbestfreie Werkstoffe zum Einsatz. Die flächige Dichtung aus gezacktem Blech mit beidseitig aufgebrachtem Weichstoff erfordert hohe Schraubenkräfte und weist nur eine geringe Elastizität auf, wodurch Dichtspaltschwingungen und thermische Pressungsänderungen nicht ausgeglichen werden können. Die hohen Verbrennungsdrücke und der Drang zu leichterer Bauweise moderner Motoren und damit kleineren Dichtflächen hat diesen Dichtungstyp an seine Grenzen geführt und die Entwicklung leistungsfähigerer Systeme ausgelöst.

### Metall-Elastomer-ZKD
Die Metall-Elastomer-Dichtung zeichnet sich durch eine Trennung der Dichtsysteme von Brennraum und Flüssigkeitskanälen aus. Während der Brennraum mittels plastischen Sicken oder elastischen Systemen abgedichtet wird, geschieht das bei den Flüssigkeitskanälen mit Elastomerdichtlippen, die sich optimal anpassen und hoch elastisch sind. Der Elastomerwerkstoff muss jedoch auf die in den Kanälen strömenden Medien angepasst werden. Die für die Dichtwirkung notwendigen Schraubenkräfte fallen deutlich niedriger aus.

### Metalllagen-ZKD
Sie stellen die neuste Entwicklung dar und werden seit 1992 als Metalllagen-Stahldichtung (MLS = Multi Layer Steel) in der Großserie verwendet. Die aus Federstahl bestehenden Dichtungen werden durch unterschiedliches Ausbilden der Sicken auf die nötige Dichtwirkung abgestimmt. Da die Metalloberflächen von Motorblock, Dichtung und Zylinderkopf gegeneinander nicht die nötige Dichtheit erreichen, sind diese Oberflächen noch gegeneinander durch sehr dünne Elastomerschichten abgedichtet. Diese Schichten sind teils flächig, teils partiell ausgeführt und müssen gegen die auftretenden Medien und Temperaturen beständig sein.

## Motoren ohne Zylinderkopfdichtung
Es gibt auch Motoren, die ohne Zylinderkopfdichtung auskommen. So hat der Motor des VW Käfer genau bearbeitete Passungen an den Einzel-Zylindern, die für die erforderliche Abdichtung sorgen.
Auch luftgekühlte Dieselmotoren haben selten eine richtige Zylinderkopfdichtung. Stattdessen werden der Zylinder und der Zylinderkopf eingeschliffen. Um ein richtiges Spaltmaß zu erhalten, werden Fußdichtungen (zwischen Zylinder und Motorblock) eingesetzt oder Stahlscheiben zwischen Zylinder und Zylinderkopf. Ein Beispiel für diese Konstruktionsweise sind die FL-Motoren von Deutz, die bis in die 1980er-Jahre die Lastwagen von Magirus-Deutz antrieben und noch heute weit verbreitet z. B. in Baumaschinen sind. Großdieselmotoren, welche beispielsweise in Schiffen verbaut sind, haben statt einer klassischen Zylinderkopfdichtung einen Weicheisenring zwecks Abdichtung zwischen Laufbuchse und Zylinderkopf. Dieser ist ein Verschleißteil und kann nur einmalig verwendet werden.
Bei Motoren mit Sackzylinder werden Zylinder und Zylinderkopf aus einem Gussteil hergestellt, daher besitzen derartige Motoren auch keine Zylinderkopfdichtung.